# Karaczun
Karaczun (ukr. Карачун) – wieś na Ukrainie, w obwodzie rówieńskim, w rejonie berezieńskim, w radzie wiejskiej Małyńsk. W 2001 roku liczyła 44 mieszkańców.
Znajduje się tu przystanek kolejowy Karaczun, położony na linii Równe – Baranowicze – Wilno.

## Historia
W II Rzeczypospolitej kolonia Karaczun należała do gminy wiejskiej Bereźne, początkowo w powiecie rówieńskim, od 1 stycznia 1925 w powiecie kostopolskim, w województwie wołyńskim. W 1921 roku kolonia liczyła 365 mieszkańców i znajdowało się w niej 67 budynków mieszkalnych. 356 osób deklarowało narodowość polską, 9 – rusińską. 351 osób deklarowało przynależność do wyznania rzymskokatolickiego, 12 – do prawosławnego, 2 – do mojżeszowego.
W 1989 roku wieś liczyła 73 mieszkańców.